# هرگاه، هرجا
«هرگاه، هرجا» (به انگلیسی: Whenever, Wherever) ترانه‌ای از خوانندهٔ اهل کلمبیا شکیرا است که در ۲۷ اوت ۲۰۰۱ منتشر شد. این قطعه تک‌آهنگ اصلی اولین آلبوم انگلیسی‌زبان شکیرا با نام سرویس رختشویی بود.
«هرگاه، هرجا» در چارت‌های موسیقی ایتالیا، والونیا، فرانسه، ایرلند، نروژ، استرالیا، آلمان، اسپانیا، دانمارک، فنلاند، سوئد، فلاندرز، سوئیس، نیوزلند و اتریش در رتبه اول و در چارت کانادا جزو ده ترانه اول قرار گرفت. این ترانه در کشورهای مختلف بیش از هشت و نیم میلیون نسخه فروش داشته‌است.